# 比塞
比塞（法語：Busset，法語發音：[by.sɛ]）是法国阿列省的一个市镇，位于该省东南部，与多姆山省接壤，属于维希区和维希城市圈公共社区，其市镇面积为36.96平方公里，2022年1月1日时人口数量为810人。

## 行政
比塞的邮政编码为03270，INSEE市镇编码为03045。

## 地理

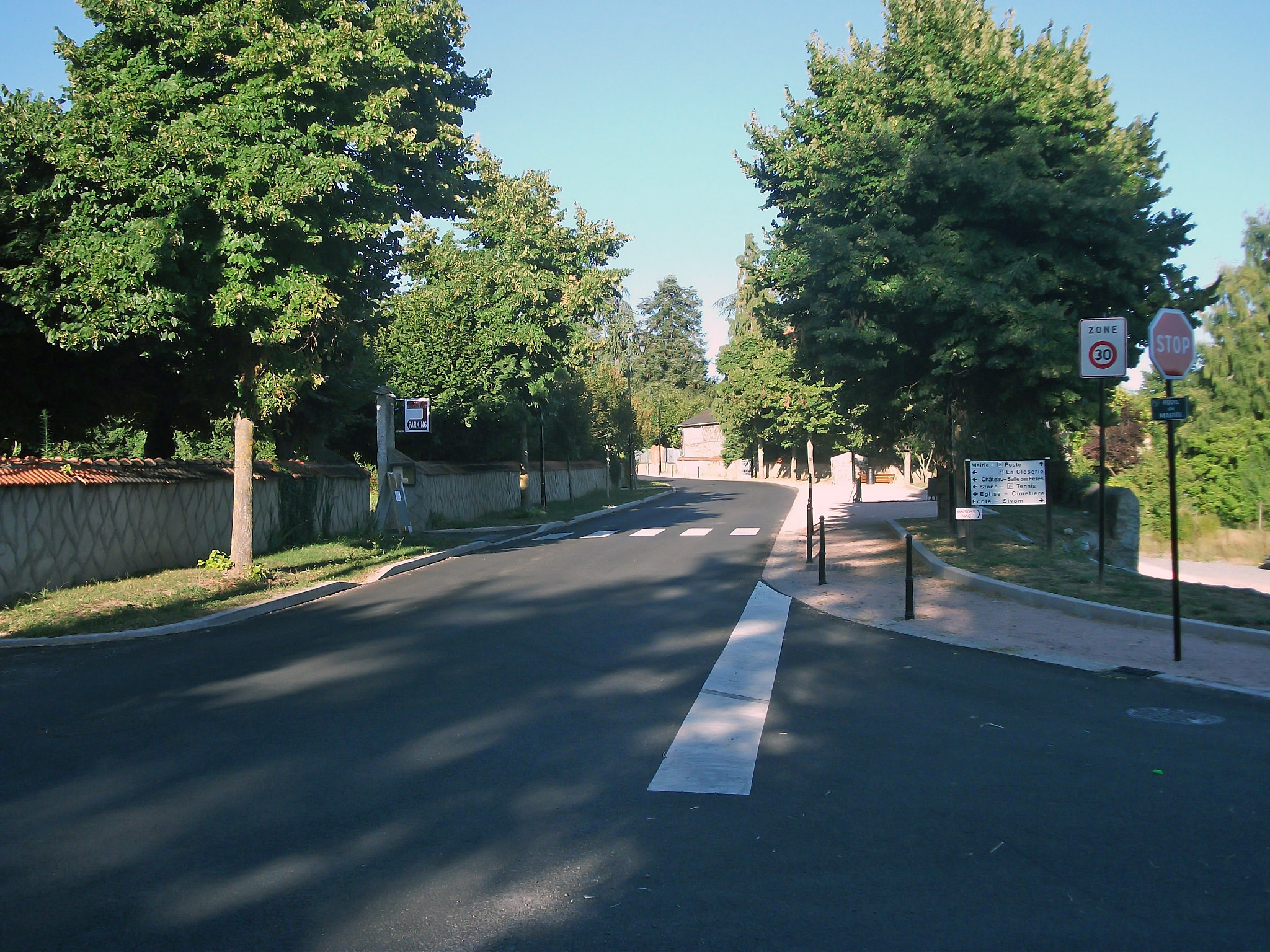
比塞镇中心

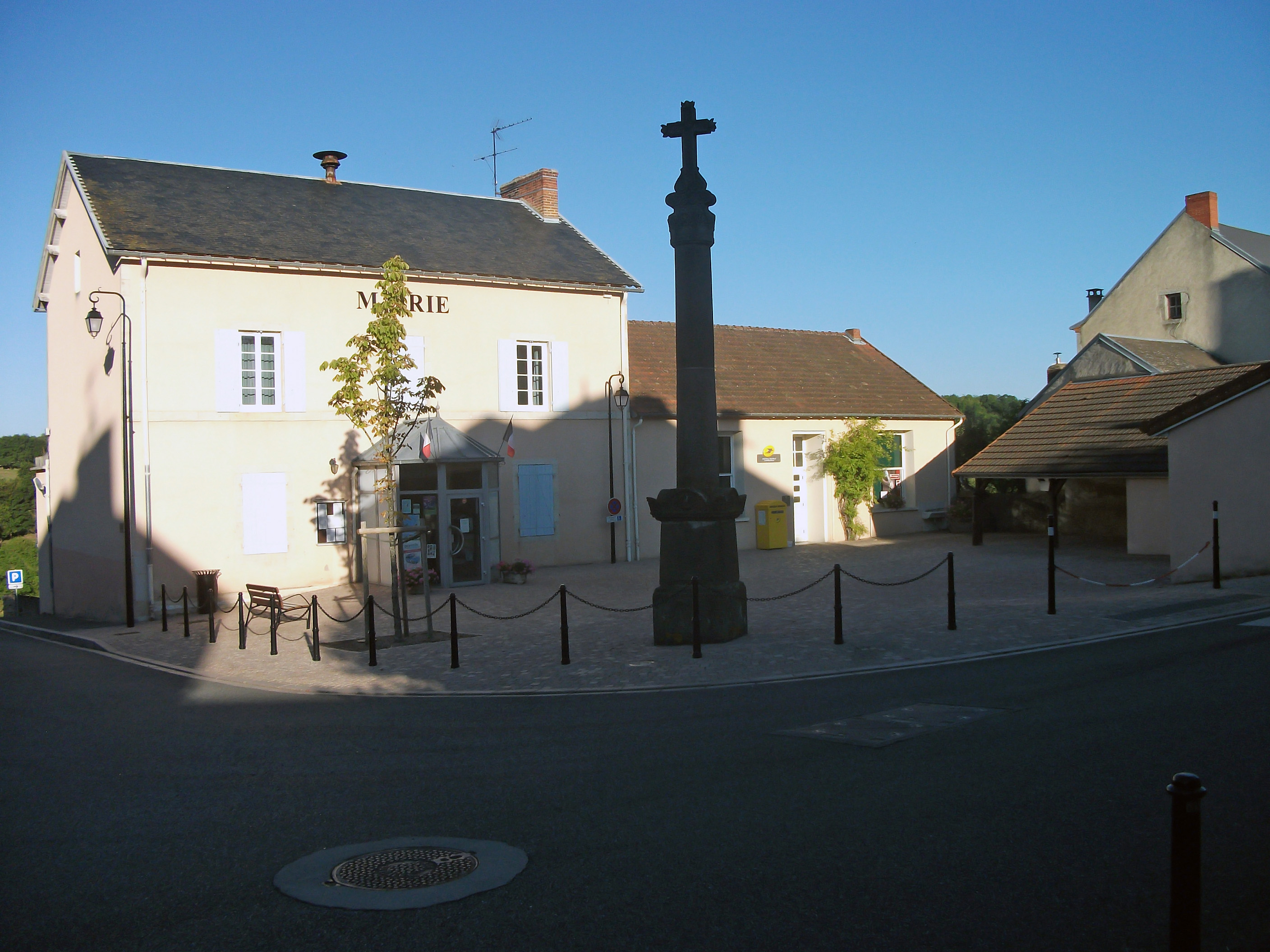
比塞市政厅

比塞（46°3'43"N, 3°30'45"E）位于法国中部，奥弗涅-罗讷-阿尔卑斯大区西部偏北和阿列省东南部，镇中心距离维希大约13公里，市镇南部与多姆山省接壤。
与比塞接壤的市镇包括：阿布雷、阿罗讷、屈塞、马里奥勒、莫勒、圣约尔、勒韦尔内、里镇。
古尔塞河（Gourcet）流经境内。境内以丘陵为主，镇中心地势平坦。
按照柯本气候分类法，比塞属于温带海洋性气候，全年温差较小，降水分布均匀。

## 历史
比塞历史上长期为一普通村落，13世纪时，当地封建领主在此修建了一座城堡，法国大革命后，比塞成为阿列省一个市镇。

## 交通
阿列省省道D121线经过比塞镇中心。

## 政治
现任比塞市长为克里斯蒂娜·马尼奥女士（Christine Magnaud）。

## 人口
| 年份   | 1936  | 1946 | 1954 | 1962 | 1968 | 1975 | 1982 | 1990 | 1999 | 2004 | 2009 | 2014 | 2017 |
| ------ | ----- | ---- | ---- | ---- | ---- | ---- | ---- | ---- | ---- | ---- | ---- | ---- | ---- |
| 人口數 | 1,075 | 958  | 963  | 976  | 914  | 820  | 853  | 881  | 852  | 873  | 834  | 926  | 910  |

## 社会
比塞体育联盟（US Bussétoise）是当地的一支足球队，2020至2021赛季参加阿列省的省级足球联赛。

## 建筑

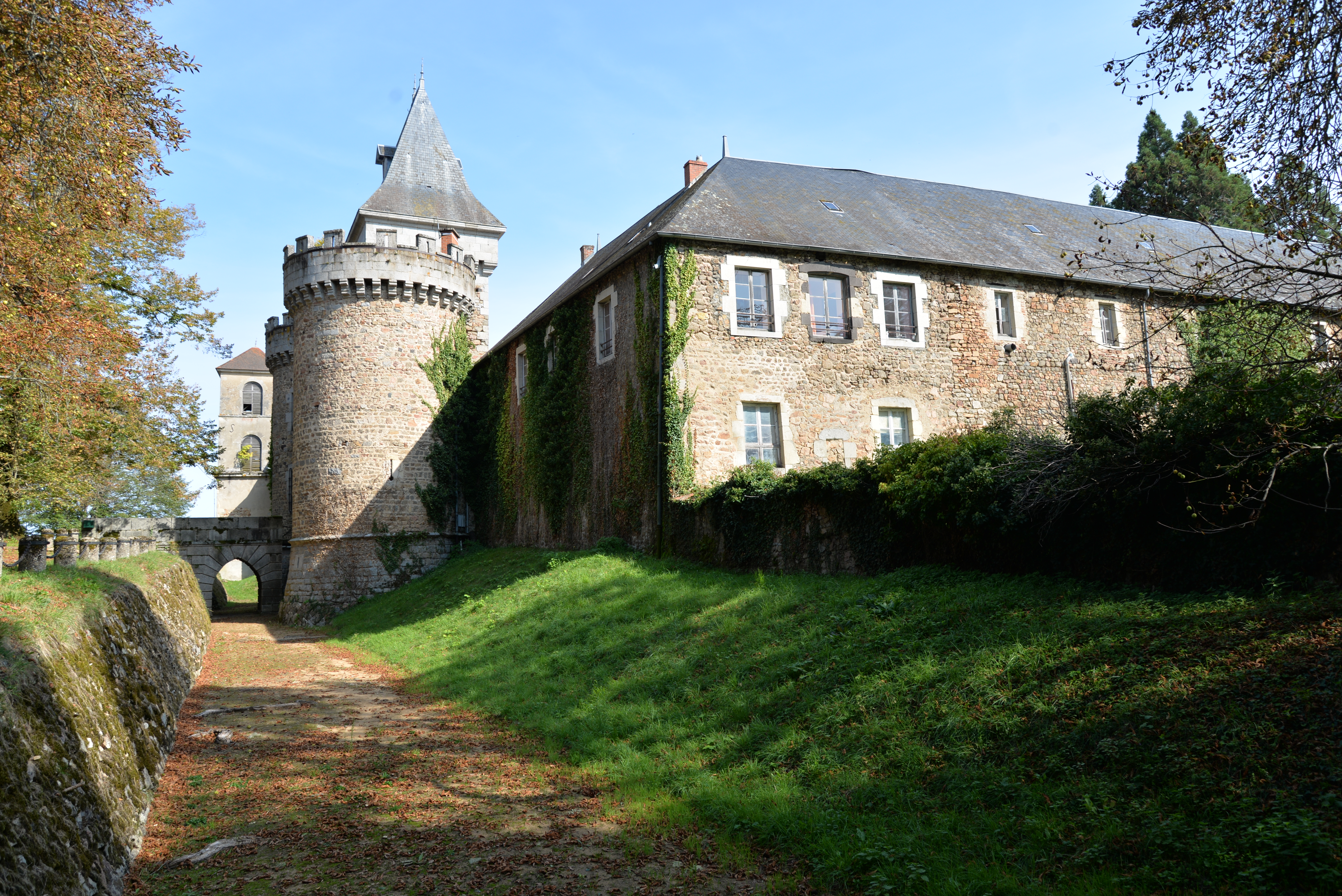
比塞城堡

比塞因同名城堡而闻名，1945年起被列入是法国国家文物保护单位。